# Andrew Horatio Reeder

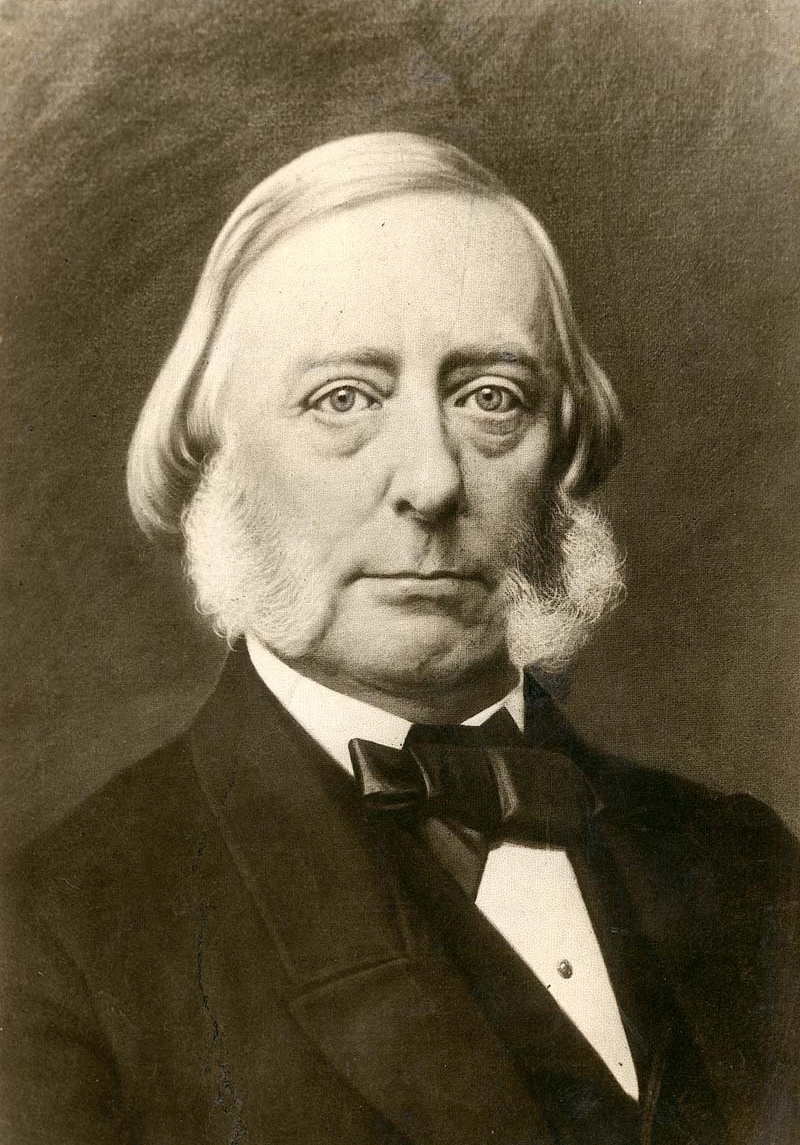
Andrew Horatio Reeder

Andrew Horatio Reeder (* 12. Juli 1807 in Easton, Pennsylvania; † 5. Juli 1864 ebenda) war ein US-amerikanischer Politiker und von 1854 bis 1855 der erste Gouverneur des Kansas-Territoriums.

## Frühe Jahre
Andrew Reeder besuchte zunächst eine Hochschule in Lawrenceville (New Jersey). Nach einem anschließenden Jurastudium und seiner Zulassung als Anwalt im Jahr 1828 wurde er in seiner Heimatstadt als Rechtsanwalt tätig. Schon früh interessierte er sich für Politik. Seit 1824 war er ein Anhänger von Andrew Jackson und dessen Demokratischer Partei. Im Jahr 1854 wurde er von Präsident Franklin Pierce zum ersten Gouverneur des Kansas-Territoriums ernannt.

## Gouverneur des Kansas-Territoriums
Das Territorium war mit dem Kansas-Nebraska Act vom 30. Mai 1854 geschaffen worden. Die Grenzen des neuen Gebiets entsprachen nicht genau den Grenzen des späteren Bundesstaates Kansas; vielmehr umfasste das Gebiet auch Teile des heutigen Staates Colorado. Die Hauptstadt war Leavenworth. Die Gründung des Territoriums erfolgte vor dem Hintergrund der Spannungen zwischen den Nord- und den Südstaaten und der damals zwischen diesen Landesteilen heiß umstrittenen Frage der Sklaverei.
Als Andrew Reeder zum Gouverneur ernannt wurde, war die Frage der Sklaverei noch nicht entschieden. Seine Amtszeit begann am 7. Juli 1854 und verlief äußerst schlecht. Reeder fand keine klaren politischen Positionen, obwohl er mehr zu den Anhängern des Nordens tendierte, und konnte sich in seinem Gebiet nicht durchsetzen. Die Gewalt nahm zu und der Gouverneur war umstritten. Schließlich beantragten die Anhänger des Südens seine Abberufung. Präsident Pierce sah ebenfalls die Unfähigkeit Reeders und entließ ihn am 16. August 1855 aus seinem Amt.

## Weiteres Leben
Reeder blieb zunächst im Kansas-Territorium. Als er von den Südstaatlern wegen Hochverrats angeklagt wurde, floh er im Mai 1856 unter spektakulären Umständen außer Landes. Er kehrte in seine Heimat nach Pennsylvania zurück, wo er wieder als Anwalt tätig wurde. Er starb im Jahr 1864.